# Joaquim Lobão da Silveira
Joaquim Lobão da Silveira (Bragança, Pará, 18 de março de 1910 — 7 de abril de 1975) foi um político brasileiro.
Filho de Leandro Lobão da Silveira e Antônia Rodrigues da Silveira. Seu tio, padre Leandro Nascimento Pinheiro , foi deputado federal (1933-1935) e prefeito de Belém. Seus primos, monsenhor Môncio Ribeiro e José Severiano Lopes de Queirós foram, respectivamente, deputado estadual e deputado estadual e prefeito de Bragança.
Bacharel em direito pela Faculdade de Direito do Pará. Foi eleito senador nas eleições estaduais no Pará em 1962.